# Bergepanther

El Bergerpanzerwagen "Panther" (Sd.Kfz. 179) o simplemente Bergepanther, fue un vehículo blindado de recuperación alemán basado en el Panzerkampfwagen V Panther (Sd.Kfz. 171).

## Desarrollo y producción

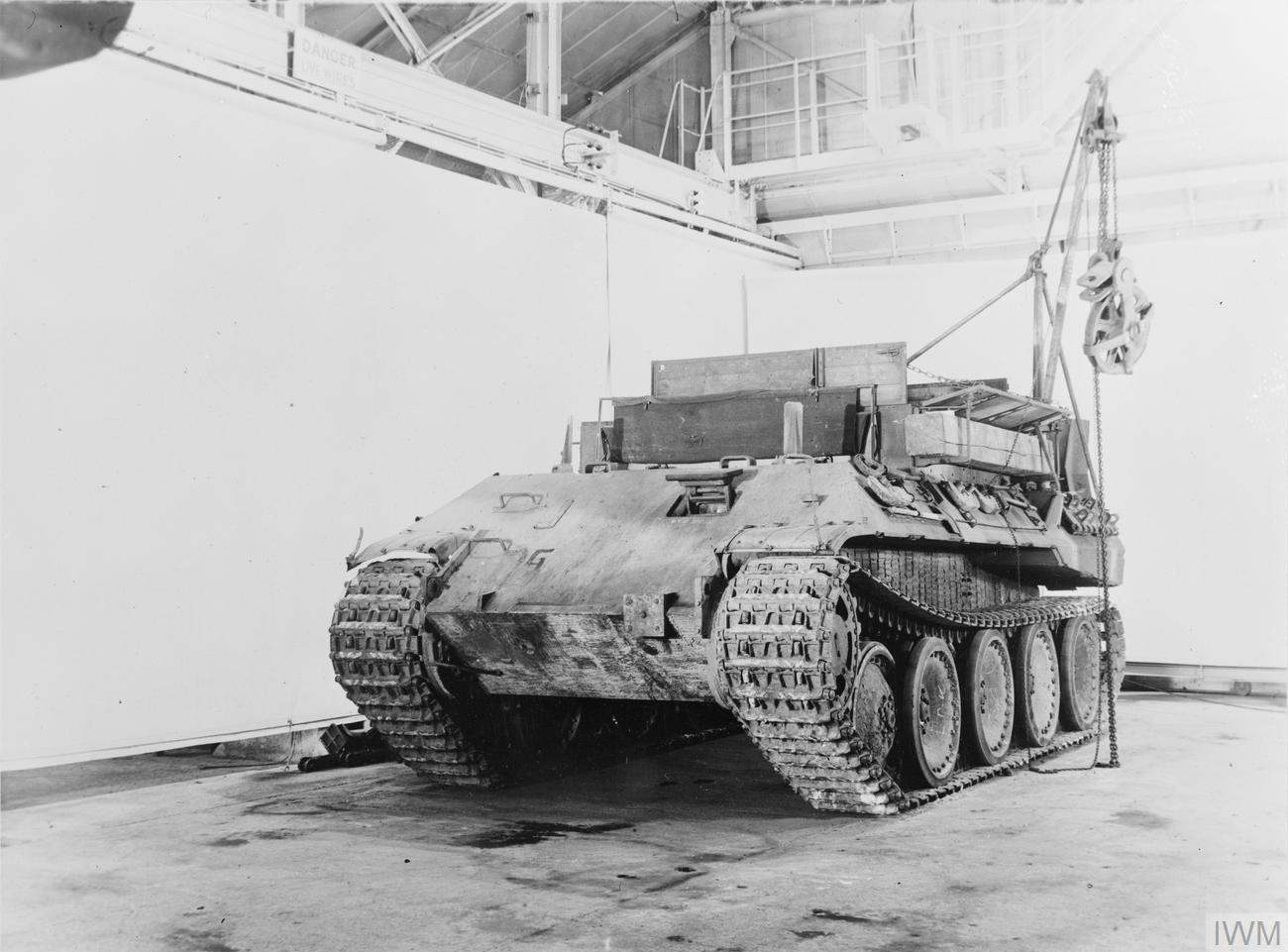
Bergepanther alemán capturado siendo desmontado.

La idea de producir un vehículo blindado de recuperación con base en el Panther surgió en 1943 con el fin de recuperar tanques medios y pesados averiados y/o inmovilizados. El desarrollo fue llevado a cabo por MAN. Los semi-oruga utilizados anteriormente para remolcar como por ejemplo el SdKfz 9, rara vez eran capaces de recuperar un Panther o un Tiger con éxito, y el llevar a cabo esta tarea con otro Tiger o Panther estaba estrictamente prohibido, ya que esto podría resultar en la pérdida de ambos vehículos. 
El primer Bergepanther fue construido con base en un Panzerkampfwagen V Panther Ausf. D sin torreta. Henschel, Daimler-Benz y DEMAG llevaron a cabo su posterior producción en serie. El chasis de producción del Bergepanther era similar al del Panther, solo con algunas modificaciones, incluso se llegó a adoptar los cambios introducidos en el chasis del Panther Ausf. G a fines de 1944. Su tripulación constaba de al menos tres soldados.
En la parte superior del chasis, donde normalmente iría la torreta, llevaba una estructura fabricada en madera y metal, sobre la cual se alojaba un cabestrante de tracción longitudinal de 40 toneladas de capacidad. En la parte posterior del chasis presentaba una plataforma estabilizadora. Además, el Bergepanther estaba equipado con un aparejo con una capacidad de carga de 1,5 toneladas. 
El Bergepanther era bastante fiable y podía ser utilizado incluso bajo fuego enemigo gracias a su blindaje anterior inclinado. Haciendo uso de su cabestrante, podía recuperar sin problemas tanto al Tiger como a sus variantes. Informes británicos de posguerra se refieren al Bergepanther como un vehículo blindado de recuperación "útil".
En cuanto a su armamento, el Bergepanther llevaba a bordo una ametralladora que podía ser montada a necesidad de la tripulación en uno de los dos afustes presentes tanto a la derecha como a la izquierda del chasis. Además, el Bergepanther montaba un cañón automático de 2 cm KwK 30, el cual en 1944, con la aparición del Panther Ausf. G, fue reemplazado por una ametralladora MG 34 montada en el chasis en el lado del operador de radio.
Entre 1943 y 1945, se produjeron aproximadamente 339 Bergepanther en conjunto por MAN, Henschel, Daimler-Benz y DEMAG.